# عمرو (اسم)
عَمْرٌو اسمُ علم مذكر عربي، معناه المُعمر.[بحاجة لمصدر] أضيفت الواوُ إلى اسم عَمْر (بفتح العين وتسكين الميم) لتمييزه عن اسم عُمَر (بضم العين وفتح الميم)، وهي واو لا تُلفَظ إطلاقا ولا تزاد إلا في حال الرفع (جاء عمرٌو) والخفض (ممرت بعمرٍو)؛ أما في حال النصب فلا تزاد (رأيت عمرًا). جاء في لسان العرب:
| عمرو (اسم) | عَمْرو: اسم رجل يكتب بالواو للفرق بينه وبين عُمَر وتُسْقِطُها في النصب لأن الألف تخلُفها. | عمرو (اسم) |

كان هناك عدة شخصيات عربية وإسلامية مهمة تسمت بهذا الاسم، ويعتبر من أكثر الأسماء شعبية في مصر نسبةً لعمرِو بن العاص قائد الفتح الإسلامي لمصر.

## الشخصيات

### صحابة
- عمرو بن خالد صحابي مسلم.
- عمرو بن الجموح صحابي أنصاري.

### قادة
- عمرو بن العاص قائد عسكري عربي مسلم، قائد الفتح الإسلامي لمصر.
- عمرو بن هشام المخزومي أحد سادة قريش في زمن رسول الإسلام محمد.
- عمرو بن المنذر ملك من المناذرة.
- عمرو بن لحي أحد سكنة مكة القدماء.

### سياسيون
- عمرو موسى سياسي مصري.
- عمرو حمزاوي سياسي مصري.
- عمرو صبحي كاتب مصري.
- عمرو الفيصل أمير سعودي.

### زهاد
عمرو بن عبيد عالم إسلامي من المعتزلة.

### رياضيون
- عمرو زكي لاعب كرة قدم مصري.
- عمرو شبانة لاعب إسكواش مصري.
- عمرو جمال لاعب كرة قدم مصري.
- عمرو طارق لاعب كرة قدم مصري.
- عمرو عادل لاعب كرة قدم مصري.

### فنانون
- عمرو بن كلثوم شاعر جاهلي عربي.
- عمرو دياب مغني مصري.
- عمرو مصطفى مغني مصري.
- عمرو يوسف ممثل مصري.
- عمرو عابد ممثل مصري.
- عمرو رمزي ممثل مصري.
- عمرو سعد ممثل مصري.
- عمرو واكد ممثل مصري.
- عمرو عرفة مخرج مصري.
- عمرو عبد الجليل ممثل مصري.

### إعلاميون
- عمرو أديب إعلامي مصري.
- عمرو خالد داعية إسلامي مصري.